# 理查德·梅雷迪思
理查德·梅雷迪思（英語：Richard Meredith，1932年12月22日—），美国男子冰球运动员。他曾代表美国国家队参加1956年和1960年冬季奥林匹克运动会冰球比赛，获得一枚金牌和一枚银牌。